# Grand Prix moto de Belgique

Le Grand Prix moto de Belgique  est une compétition de vitesse moto qui a fait partie du championnat du monde de vitesse moto de 1949 à 1990.

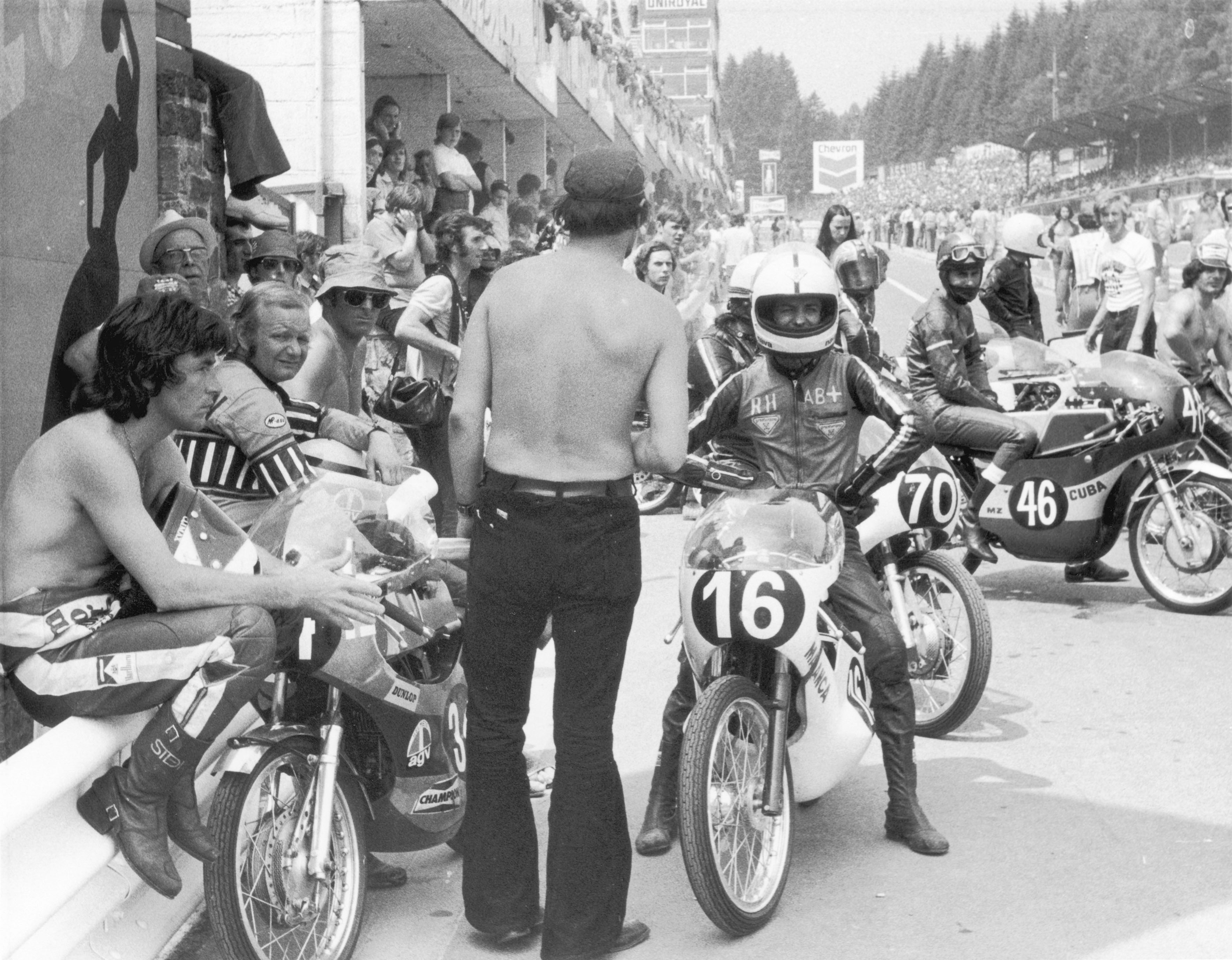
Préparatifs de l'épreuve des 125 cm³ en 1973.

En 1990 tous les ingrédients sont réunis pour faire de ce Grand Prix un fiasco complet. Bernie Ecclestone toujours aux commandes de l'organisation augmente le prix des entrées. Les courses se disputent le samedi au lieu du dimanche en raison de la concurrence d'un Grand Prix de F1. La météo est franchement mauvaise et n'attire qu'une dizaine de milliers de spectateurs autour du circuit Spadois. On est bien loin des 100.000 personnes que les anciens Grand Prix avaient l'habitude de rassembler. Rien n'ira mieux en 1991 car la FIM exige la pose d'un nouveau revêtement mais les délais sont trop courts. René Bruneel qui vient de rejoindre la présidence de la FMB est obligé de renoncer. Bernie Ecclestone, le grand argentier de la F1 est arrivé dans l'organisation des courses motos à Francorchamps à une époque où les difficultés étaient de plus en plus présentes.

## Palmarès

### 1949-1990
| Saison | Circuit                                                           | 80 cm3                                                            | 125 cm3                                                           | 250 cm3                                                           | 350 cm3                                                           | 500 cm3                                                           | Résultat                                                          |
| ------ | ----------------------------------------------------------------- | ----------------------------------------------------------------- | ----------------------------------------------------------------- | ----------------------------------------------------------------- | ----------------------------------------------------------------- | ----------------------------------------------------------------- | ----------------------------------------------------------------- |
| 1990   | Spa                                                               |                                                                   | Hans Spaan                                                        | John Kocinski                                                     |                                                                   | Wayne Rainey                                                      | Résultat                                                          |
| 1989   | Spa                                                               |                                                                   | Hans Spaan                                                        | Jacques Cornu                                                     |                                                                   | Eddie Lawson                                                      | Résultat                                                          |
| 1988   | Spa                                                               |                                                                   | Jorge Martínez                                                    | Sito Pons                                                         |                                                                   | Wayne Gardner                                                     | Résultat                                                          |
| 1987   | Non couru - annulé par la FIM (travaux de sécurité non effectués) | Non couru - annulé par la FIM (travaux de sécurité non effectués) | Non couru - annulé par la FIM (travaux de sécurité non effectués) | Non couru - annulé par la FIM (travaux de sécurité non effectués) | Non couru - annulé par la FIM (travaux de sécurité non effectués) | Non couru - annulé par la FIM (travaux de sécurité non effectués) | Non couru - annulé par la FIM (travaux de sécurité non effectués) |
| 1986   | Spa                                                               |                                                                   | Domenico Brigaglia                                                | Sito Pons                                                         |                                                                   | Randy Mamola                                                      | Résultat                                                          |
| 1985   | Spa                                                               |                                                                   | Fausto Gresini                                                    | Freddie Spencer                                                   |                                                                   | Freddie Spencer                                                   | Résultat                                                          |
| 1984   | Spa                                                               | Stefan Dörflinger                                                 |                                                                   | Manfred Herweh                                                    |                                                                   | Freddie Spencer                                                   | Résultat                                                          |
| Saison | Circuit                                                           | 50 cm3                                                            | 125 cm3                                                           | 250 cm3                                                           | 350 cm3                                                           | 500 cm3                                                           | Résultat                                                          |
| 1983   | Spa                                                               |                                                                   | Eugenio Lazzarini                                                 | Didier de Radiguès                                                |                                                                   | Kenny Roberts                                                     | Résultat                                                          |
| 1982   | Spa                                                               |                                                                   | Ricardo Tormo                                                     | Anton Mang                                                        |                                                                   | Freddie Spencer                                                   | Résultat                                                          |
| 1981   | Spa                                                               | Ricardo Tormo                                                     |                                                                   | Anton Mang                                                        |                                                                   | Marco Lucchinelli                                                 | Résultat                                                          |
| 1980   | Zolder                                                            | Stefan Dörflinger                                                 | Angel Nieto                                                       | Anton Mang                                                        |                                                                   | Randy Mamola                                                      | Résultat                                                          |
| 1979   | Spa                                                               | Henk van Kessel                                                   | Barry Smith                                                       | Edi Stoellinger                                                   |                                                                   | Dennis Ireland                                                    | Résultat                                                          |
| 1978   | Spa                                                               | Ricardo Tormo                                                     | Pier Paolo Bianchi                                                | Paolo Pileri                                                      |                                                                   | Wil Hartog                                                        | Résultat                                                          |
| 1977   | Spa                                                               | Eugenio Lazzarini                                                 | Pier Paolo Bianchi                                                | Walter Villa                                                      |                                                                   | Barry Sheene                                                      | Résultat                                                          |
| 1976   | Spa                                                               | Herbert Rittberger                                                | Angel Nieto                                                       | Walter Villa                                                      |                                                                   | John Williams                                                     | Résultat                                                          |
| 1975   | Spa                                                               | Julien van Zeebroeck                                              | Paolo Pileri                                                      | Johnny Cecotto                                                    |                                                                   | Phil Read                                                         | Résultat                                                          |
| 1974   | Spa                                                               | Gerhard Thurow                                                    | Angel Nieto                                                       | Kent Andersson                                                    |                                                                   | Phil Read                                                         | Résultat                                                          |
| 1973   | Spa                                                               | Jan de Vries                                                      | Jos Schurgers                                                     | Teuvo Länsivuori                                                  |                                                                   | Giacomo Agostini                                                  | Résultat                                                          |
| 1972   | Spa                                                               | Angel Nieto                                                       | Angel Nieto                                                       | Jarno Saarinen                                                    |                                                                   | Giacomo Agostini                                                  | Résultat                                                          |
| 1971   | Spa                                                               | Jan de Vries                                                      | Barry Sheene                                                      | Silvio Grassetti                                                  |                                                                   | Giacomo Agostini                                                  | Résultat                                                          |
| 1970   | Spa                                                               | Aalt Toersen                                                      | Angel Nieto                                                       | Rod Gould                                                         |                                                                   | Giacomo Agostini                                                  | Résultat                                                          |
| 1969   | Spa                                                               | Barry Smith                                                       | Dave Simmonds                                                     | Santiago Herrero                                                  |                                                                   | Giacomo Agostini                                                  | Résultat                                                          |
| 1968   | Spa                                                               | Hans-Georg Anscheidt                                              |                                                                   | Phil Read                                                         |                                                                   | Giacomo Agostini                                                  | Résultat                                                          |
| 1967   | Spa                                                               | Hans-Georg Anscheidt                                              |                                                                   | Bill Ivy                                                          |                                                                   | Giacomo Agostini                                                  | Résultat                                                          |
| 1966   | Spa                                                               |                                                                   |                                                                   | Mike Hailwood                                                     |                                                                   | Giacomo Agostini                                                  | Résultat                                                          |
| 1965   | Spa                                                               | Ernst Degner                                                      |                                                                   | Jim Redman                                                        |                                                                   | Mike Hailwood                                                     | Résultat                                                          |
| 1964   | Spa                                                               | Ralph Bryans                                                      |                                                                   | Michael Duff                                                      |                                                                   | Mike Hailwood                                                     | Résultat                                                          |
| 1963   | Spa                                                               | Isao Morishita                                                    | Bert Schneider                                                    | Fumio Ito                                                         |                                                                   | Mike Hailwood                                                     | Résultat                                                          |
| 1962   | Spa                                                               | Ernst Degner                                                      | Luigi Taveri                                                      | Bob McIntyre                                                      |                                                                   | Mike Hailwood                                                     | Résultat                                                          |
| 1961   | Spa                                                               |                                                                   | Luigi Taveri                                                      | Jim Redman                                                        |                                                                   | Gary Hocking                                                      | Résultat                                                          |
| 1960   | Spa                                                               |                                                                   | Ernst Degner                                                      | Carlo Ubbiali                                                     |                                                                   | John Surtees                                                      | Résultat                                                          |
| 1959   | Spa                                                               |                                                                   | Carlo Ubbiali                                                     |                                                                   |                                                                   | John Surtees                                                      | Résultat                                                          |
| 1958   | Spa                                                               |                                                                   | Alberto Gandossi                                                  |                                                                   | John Surtees                                                      | John Surtees                                                      | Résultat                                                          |
| 1957   | Spa                                                               |                                                                   | Tarquinio Provini                                                 | John Hartle                                                       | Keith Campbell                                                    | Libero Liberati                                                   | Résultat                                                          |
| 1956   | Spa                                                               |                                                                   | Carlo Ubbiali                                                     | Carlo Ubbiali                                                     | John Surtees                                                      | John Surtees                                                      | Résultat                                                          |
| 1955   | Spa                                                               |                                                                   |                                                                   |                                                                   | Bill Lomas                                                        | Giuseppe Colnago                                                  | Résultat                                                          |
| 1954   | Spa                                                               |                                                                   |                                                                   |                                                                   | Ken Kavanagh                                                      | Geoff Duke                                                        | Résultat                                                          |
| 1953   | Spa                                                               |                                                                   |                                                                   |                                                                   | Fergus Anderson                                                   | Umberto Masetti                                                   | Résultat                                                          |
| 1952   | Spa                                                               |                                                                   |                                                                   |                                                                   | Geoff Duke                                                        | Umberto Masetti                                                   | Résultat                                                          |
| 1951   | Spa                                                               |                                                                   |                                                                   |                                                                   | Geoff Duke                                                        | Geoff Duke                                                        | Résultat                                                          |
| 1950   | Spa                                                               |                                                                   |                                                                   |                                                                   | Bob Foster                                                        | Umberto Masetti                                                   | Résultat                                                          |
| 1949   | Spa                                                               |                                                                   |                                                                   |                                                                   | Freddie Frith                                                     | Bill Doran                                                        | Résultat                                                          |

### 1921-1939
| Saison | Circuit           |  | 175 cm3             | 250 cm3            | 350 cm3        | 500 cm3            |
| ------ | ----------------- |  | ------------------- | ------------------ | -------------- | ------------------ |
| 1921   | Spa-Francorchamps |  |                     |                    | René Kieken    | Hubert Hassall     |
| 1922   | Spa-Francorchamps |  |                     | Geoff Davison      | E. Remington   | Gaston Antoine     |
| 1923   | Dinant-Feschaux   |  |                     | Wal Handley        | Jean Huynen    | Freddie Dixon      |
| 1924   | Spa-Francorchamps |  | Geoff Davison       | Bert Taylor        | Paddy Johnston | Alec Bennett       |
| 1925   | Spa-Francorchamps |  | Norbert Vanneste    | Jock Porter        | Wal Handley    | Alec Bennett       |
| 1926   | Spa-Francorchamps |  | René Milhoux        | Jock Porter        | Frank Longman  | Jimmie Simpson     |
| 1927   | Spa-Francorchamps |  | Arthur Geiß         | Syd Crabtree       | Jimmie Simpson | Stanley Woods      |
| 1928   | Spa-Francorchamps |  | Arthur Geiß         | Syd Crabtree       | J. Treborg     | Charlie Dodson     |
| 1929   | Spa-Francorchamps |  | Bert Kershaw        | Jock Porter        | Wal Handley    | Charlie Dodson     |
| 1930   | Spa-Francorchamps |  | Yvan Goor           | Syd Crabtree       | Ernie Nott     | Henry Tyrell-Smith |
| 1931   | Spa-Francorchamps |  | Eric Fernihough     | Ted Mellors        | Jimmie Guthrie | Stanley Woods      |
| 1932   | Spa-Francorchamps |  | Eric Fernihough     | Ted Mellors        | Jimmie Simpson | Stanley Woods      |
| 1933   | Spa-Francorchamps |  | Yvan Goor           | Wal Handley        | Jimmie Guthrie | Tim Hunt           |
| 1934   | Spa-Francorchamps |  | Yvan Goor           | Henry Tyrell-Smith | Jimmie Simpson | Wal Handley        |
| 1935   | Spa-Francorchamps |  | Maurice van Geert   | Arthur Geiß        | John White     | Jimmie Guthrie     |
| 1936   | Floreffe          |  | Jean Térigi         | Arthur Geiß        | Ted Mellors    | Jimmie Guthrie     |
| 1937   | Spa-Francorchamps |  | Bernhard Petruschke | Walfried Winkler   | John White     | Jimmie Guthrie     |
| 1938   | Spa-Francorchamps |  | Léon Neumann        | Ewald Kluge        | John White     | Georg Meier        |
| 1939   | Spa-Francorchamps |  | Ewald Kluge         | Ted Mellors        | Georg Meier    |                    |